# Ambatolahy (Menabe)
Ambatolahy is een plaats en gemeente in Madagaskar gelegen in het district Miandrivazo van de regio Menabe. Er woonden bij de volkstelling in 2001 ongeveer 10.000 mensen.
In de plaats is basisonderwijs en voortgezet onderwijs voor jongeren beschikbaar. 60% van de bevolking is landbouwer en 20% houdt zich bezig met de veeteelt. Het belangrijkste gewas is rijst, maar er wordt ook bonen en mais verbouwd. 5% van de bevolking is werkzaam in de dienstensector. De rest van de bevolking (15%) voorziet in levensonderhoud via de visserij.